# Joaquín Yglesias
Joaquín Yglesias Luconi (San José, 14 de abril de 1983) es un cantante tenor, compositor y productor discográfico costarricense.

## Reseña biográfica

#### Primeros años
A la edad de 9 años fue inscrito en el coro infantil “Quetzal”,conformado por niños con “voz blanca” y en 1997 comienza lecciones de canto con el Tenor y profesor de canto Danilo Chávez Quesada, bajo su guía comienza a tener sus primeras experiencias en las tablas en múltiples escenarios de corte lírico.

#### Debut Profesional
En año 2002 es invitado por el Coro de Cámara Surá como tenor solista y hace su debut profesional internacional en el “Festival Iberoamericano de primavera” en Moscú y San Petersburgo.
Para el año 2003 fue invitado por la Orquesta Sinfónica Voces del Mundo a participar en una Gala Operística en el Auditorio Nacional de Costa Rica donde interpretó extractos de “La traviata” de Giuseppe Verdi y “ Los cuentos de Hoffmann” de Offenbach siendo este su debut profesional en Costa Rica.
El 30 de agosto de 2004 hace su debut operístico profesional en el Teatro Nacional de Costa Rica con la Compañía Lírica Nacional y La Orquesta Sinfónica Nacional obteniendo el papel de Borsa Matteo en su ópera anual “Rigoletto”.

## Carrera artística
Fue ganador dos veces consecutivas en la categoría de Tenor el concurso de “Jóvenes cantantes” de la Compañía Lírica Nacional en el 2005 y 2006.
Participó en los montajes operísticos de: “La Traviata” (Panamá y Costa Rica) , “La Boheme”, “Don Giovani”, “Alicia en el país de la ópera” y “Fausto” así como en "Las Zarzuelas" “La Gran vía”, “Toyupán” y “Luisa Fernanda”.
También participó como Tenor solista en proyectos como “Carmina Burana”, “Stabat Mater” (Karl Jenkins), “Magnificat” (Vivaldi), “Cantata de Navidad” (Saint Saens).
En 2006 la Soprano Íride Martínez lo invita a su fundación ayudandole a moldear su técnica vocal y amplíando su repertorio operístico de Tenor Ligero.
A finales del año 2000 es invitado por la soprano María Marta López a formar parte del proyecto “Ópera Café”, una compañía de cantantes líricos que hacían conciertos itinerantes  a manera de “Flashmob” y en el año 2012 le invita a participar como preparador vocal en el programa “Nace una estrella”.
En el año 2013 Televisora de Costa Rica le solicita grabar la canción “Ave María” de Franz Schubert en un audiovisual para una campaña de Navidad bajo la producción de Gabriela Alfaro. El tema se graba y transmite en el mes de noviembre, lo que le coloca en el imaginario nacional como “El tenor de Costa Rica”.
Durante 2012 y 2013 graba con el músico Alvaro Esquivel su primer álbum titulado “Tierra” con un sonido pionero en el Classical crossover latinoamericano. En 2014 “Tierra” fue reimpreso traducido completamente al español con el bonus track del “Ave María” de Franz Schubert.  
En 2015 lanza “Pasión”, un álbum de música tradicional costarricense y es invitado por la “Orquesta Filarmónica de Costa Rica” para realizar un concierto con artista estadounidense “Jackie Evancho”, interpretando a dueto y temas en solitario. 
A finales del 2015 realiza un proyecto experimental de tres temas acústicos en vivo y de corte popular, realizados con instrumentación únicamente de piano y cuerdas.
También en el año 2015, junto al cantante y productor costarricense Arnoldo Castillo realizan un nuevo proyecto musical paralelo a su carrera (Los Tenores) y realiza su concierto de lanzamiento en el “Teatro Popular Melico Salazar”.
En los años posteriores a su lanzamiento, realizan una gran cantidad de proyectos entre ellos su primer álbum “América” producido por Alex Orozco. También realizan campañas televisivas así como conciertos con artistas internacionales como Armando Mazanero, Francisco Céspedes, Jairo, la Sonora Santanera, entre otros.
En el 2017 junto a Víctor Daniel, compositor del tema “La vida es una Carnaval” interpretado por Celia Cruz  graba un álbum como una producción estilo B side, que se llamaría “Más allá de mi vida”. De esta producción se producen tres videos en la ciudad de Bérgamo, Italia; dirigidos por su persona y producidos por Norberto Zavarce.
Para el año 2018 el tenor busca a Alex Orozco productor del disco de los tenores, para grabar juntos su tercer álbum de estudio llamado “Joaquín Yglesias”, una producción formada por doce temas grabados en diversos países (Costa Rica, Estados Unidos, España e Inglaterra) y se masterizado en Londres por la empresa Metropolis.
En 2018 vuelve a ingresar al estudio de Alex Orozco a producir el álbum doble “Tiempo de Navidad (Christmas Time)”. El álbum B, (Christmas Time), se graba en su totalidad en inglés a excepción de un medley en italiano.
En la segunda mitad del 2018, es condecorado con el mérito de “Embajador de Marca País, Esencial Costa Rica” por el presidente de la entidad gubernamental en un concierto del artista. 
En febrero de 2020 después de un concierto en la ciudad de Los Cabos, México junto a la Orquesta Sinfónica de Sinaloa y la soprano Patricia Janeckova, se ve obligado a cancelar todos sus conciertos y planes de manera indefinida debido al aumento de contagios por el Covid-19 .
A raíz de la pandemia, participa en diversas colaboraciones musicales grabando así el single y video virtual de “Resistire” (Un abrazo latinoamericano) donde participan algunos de los exponentes musicales latinoaméricanos, entre ellos Diego Verdager y Amanda Miguel.
En 2021 es llamado para formar parte del programa "Nace una estrella" en calidad de Juez en un panel conformado por sus colegas Debi Nova, Ricardo Padilla y el director orquestal Marvin Araya. 
Para el año siguiente es invitado a concursar en el programa “Dancing with the stars” terminando finalista al lado de la bailarina Lucía Jiménez.
En 2022 se propone a grabar un álbum de su completa autoría como compositor e intérprete con la colaboración en arreglos, producción y co-writing musical de Alex Orozco. De este álbum se derivan 4 videoclips “Envuélveme en tus besos”, “Para Siempre”, “Déjame amarte” y “Nostalgia”.
En 2024 lanza el álbum “Italia” donde graba diez de los más importantes temas de la música Italiana y Napolitana en su idioma original. El álbum está grabado con instrumentos acústica en su totalidad con la participación protagónica en la guitarra de Carlos Monge y en el violoncello de Sonia Bruno. El álbum cuenta con una producción audiovisual de 10 videos filmados en Roma, Venecia, Florencia, Siena, San Gimignano, Arezzo y Verona.
En 2025 lanza un nuevo álbum titulado México, dedicado a la música tradicional mexicana y acompañado de una serie de audiovisuales.
En 2025 forma parte del elenco de "Nace una estrella" en calidad de Juez al lado de la artista chilena Myriam Hernández y Marvin Araya director de la Orquesta Filarmónica.

## Participaciones en Montajes Operisticos
- La Traviata (Panamá y Costa Rica)
- La Boheme
- Don Giovani
- Alicia en el país de la ópera
- Fausto
- Zarzuelas
- La Gran vía
- Toyupán
- Luisa Fernanda

## Participaciones como Tenor Solista
- Carmina Burana
- Stabat Mater (Karl Jenkins)
- Magnificat (Vivaldi)
- Cantata de Navidad (Saint Saens)

## Discografía
- Tierra 2014
- Pasión 2015
- Más allá de mi vida (álbum en vivo)
- Joaquín Yglesias 2018
- Tiempo de Navidad 2018
- América (Los Tenores) 2018
- Medleys (Los Tenores) 2020
- La ruta de tus sueños 2022
- Italia (2024)
- México (2025)

## EPs
- “En acústico” 2015
  - Otro día más sin verte
  - Love me like you do
  - Tan enamorados

## Singles
- My way (Italia) (Revista música jazz) 2015
- Estoy Enamorado (Italia) 2017
- Amigos del Mundo (Los Tenores) 2018
- Aleluya (Los Tenores) 2018
- Can’t help falling in love 2019
- Never gonna give you up 2019
- Bella Ciao 2019
- Presagio (Los Tenores) 2019
- Medley Manzanero (Los Tenores) 2019
- Carol of the bells (Los Tenores) 2019
- O holy night (Los Tenores) 2019
- Sinatra’s medley 2020
- Envuélveme en tus besos 2020
- Resistiré (Un abrazo Latinoamericano)(Varios artistas) 2020
- El Triste (en vivo)(Los Tenores) 2020
- Patriótica (Los Tenores) 2020
- Medley Gaviota (Los Tenores) 2020
- Embriagado de pasión 2021
- Solo una vez 2021
- Llorona (Con Alexis Morales) 2021
- Para siempre 2021
- Les feuilles mortes (Con Alexis Morales) 2021
- Mañana de carnaval (Con Alexis Morales) 2021
- Te llamaré mamá 2021
- Mi regalo serás tu esta navidad 2021
- Amor amor amor (Los Tenores) 2022
- Te amaré (Los Tenores) 2022
- Por nuestra nación (Los Tenores) 2022
- Nuevas de gozo y paz (Los tenores) 2022
- Una historia una pasión (Varios artistas) 2022
- Verdadero Amor (Los Tenores) 2023
- El Valle y el volcán (Los tenores) 2023
- Mediterráneo (Los Tenores) 2023
- Que tu te vas (Los Tenores) 2023
- Abrázame muy fuerte (Los Tenores) 2024
- Medley Luis Miguel II (Los Tenores) 2024

## Videografía
- Ave María 2013
- Noche de paz 2013 (Televisión)
- Medley Navidad 1, 2 y 2 junto a Masterkey (Televisión) 2013
- Santo (Televisión) 2013
- El mundo (New York) 2014
- Especial Navideño junto a Masterkey (Televisión) 2014
- Otro día más sin verte 2015
- Tan enamorados 2015
- Love me like you do 2015
- Ave María 2da edición 2016 (Televisión y videoclip)
- Sono qui (Bergamo, Italia) 2016
- Más allá de mi vida (Bergamo, Italia) 2016
- Debí Decirle (Bergamo, Italia)
- Estoy enamorado (Bérgamo, Italia. Para la película "The Latin Dream") 2016
- Campana Sobre Campana (con Masterkey) 2016 (Televisión)
- Navidad navidad (con Masterkey ) 2016 (Televisión)
- Gloria inexcelsis Deo (con Masterkey) 2016 (Televisión)
- Que hermoso niño (con Masterkey) 2016 (Televisión)
- Santa la noche (con Masterkey) 2016 (Televisión)
- Se oye un son en alta esfera (con Masterkey) 2016 (Televisión)
- Villancico de las campanas (con Masterkey) 2016 (Televisión)
- El tamborilero (con Masterkey) 2016 Televisión
- Santaclaus llegó a la ciudad (con Masterkey) 2016 (Televisión)
- Las cosas que vives 2018 (Televisión)
- Suspicious minds 2018 (Vivo)
- Always on my mind 2018 (Vivo)
- All of me 2018 (Vivo)
- El mundo 2018 (Vivo)
- Con te partiró 2018 (Vivo)
- ¿Qué vas a hacer esta noche? 2018 (Vivo)
- Volare 2018 (Vivo)
- Amigos del mundo (Los Tenores) 2018
- Sublime Gracia 2018  (Televisión)
- ¿Qué vas a hacer esta noche? 2019
- Bella Ciao 2019
- El sol saldrá (Los Tenores e invitados) 2020  (Televisión)
- Vivo por ella (con Priscilla Castro) 2020  (Televisión)
- Como to te amé 2021 (Vivo)
- Envuélveme en tus besos 2021
- Llorona 2021 (con Alexis Morales)
- Para siempre 2021
- Mañana de Carnaval 2021 (con Alexis Morales)
- Ángel 2021 (Vivo)
- Mi regalo serás tú esta navidad (de la película "Mi papá es un Santa") 2021
- Patriótica (Los Tenores) 2021
- Te amaré (Los Tenores ) 2022
- Déjame amarte (con Priscilla Díaz) 2022
- Nostalgia 2023
- Regocijad (Los Tenores) 2023
- La alegría de estar juntos 2023 (Televisión)
- Pescador de hombres 2023 (Televisión)
- Arrivederci Roma (Roma, Italia) 2024
- Cara ti voglio tanto bene (Verona, Italia) 2024
- 'O sole mio (Venecia, Italia) 2024
- Core 'ngrato (Arezzo, Italia) 2024
- Senza Nisciuno (Siena, Italia) 2024
- Torna a Surriento (Venecia, Italia) 2024
- Passione (Florencia, Italia) 2024
- Rondine al nido (San Gimignano, Italia) 2024
- Non ti scordar di me (Florencia, Italia) 2024
- Chitarra Romana (Trastevere, Roma. Italia) 2024
- El Jinete 2025
- La Media Vuelta / Si Nos Dejan 2025
- María Bonita 2025
- Por Un Amor 2025
- Paloma querida / Que te vaya bonito 2025
- La Malagueña 2025
- Volver Volver / De que manera te olvido  2025
- Se me olvidó otra vez  2025
- Motivos 2025
- Cucurrucucú Paloma 2025
- Ella / Un Mundo Raro 2025
- Luz De Luna 2025
- Te Voy a Perdonar 2025

## Filmografía

### Películas
| Año  | Título                         | Rol                                 |
| ---- | ------------------------------ | ----------------------------------- |
| 2014 | Maykol Yordan de viaje perdido | Voz de tenor en el teatro Italiano  |
| 2017 | The Latin Dream (Italia)       | Tema: Estoy Enamorado               |
| 2018 | Un regalo esencial             | Tema: Il cielo in una stanza        |
| 2021 | Mi papá es un Santa            | Tema: Mi regalo serás tu en Navidad |

### Televisión
| Año  | Título                                 | Rol                               |
| ---- | -------------------------------------- | --------------------------------- |
| 2012 | Nace una estrella                      | Preparador vocal                  |
| 2013 | Ave María                              | Programación Continua Teletica    |
| 2013 | Campaña de Navidad                     | Teletica                          |
| 2014 | Miss Costa Rica                        | Invitado Musical                  |
| 2015 | Miss Costa Rica                        | Invitado Musical                  |
| 2015 | Campaña Patriótica                     | Teletica                          |
| 2016 | Campaña de la amistad                  | Invitado                          |
| 2018 | Dancing with the stars                 | Invitados musicales - Los Tenores |
| 2018 | Padre nuestro                          | Los Tenores                       |
| 2018 | Aleluya                                | Los Tenores                       |
| 2018 | Miss Costa Rica                        | Jurado                            |
| 2019 | Campaña Navidad                        | Teletica                          |
| 2019 | Campaña Semana Santa                   | Teletica                          |
| 2019 | Serie Vecinos                          | Como sí mismo                     |
| 2020 | Especial 60 aniversario Teletica       | Invitado musical                  |
| 2021 | Nace una estrella                      | Jurado                            |
| 2021 | Miss Costa Rica                        | Invitado musical                  |
| 2022 | Campaña de la amistad                  | Teletica                          |
| 2022 | Dancing with the stars                 | Concursante – Finalista           |
| 2022 | Dancing with the stars                 | Invitado musical                  |
| 2022 | Miss Costa Rica                        | Invitado musical                  |
| 2022 | Canción oficial del mundial Qatar 2022 | Teletica (Varios artistas)        |
| 2023 | Campaña de la amistad                  | Teletica                          |
| 2023 | Nace una estrella                      | Jurado                            |

## Categorías
- Datos: Q124216621

- Cantantes en español
- Cantantes masculinos de Costa Rica
- Cantantes de Costa Rica
- Cantautores de Costa Rica
- Categoría:Wikiproyecto:Costa Rica/Artículos